# Un brave garçon

Un brave garçon (en russe : Славный малый) et un film soviétique réalisé par Boris Barnet en 1942 mais qui n'est sorti qu'en 1959.

## Synopsis
L'essentiel de l'action se déroule dans un camp de partisans pendant la Grande Guerre patriotique. Bien que plusieurs noms de lieux soient fournis au cours des séquences, ceux-ci semblent imaginaires ; mais le film étant tiré d'une nouvelle de Piotr Pavlenko dont le titre peut être traduit par « Ceux de Novgorod », il va de soi que les évènements ont lieu non loin de cette ville.
Katerina, appelée aussi Katia, est courtisée par Vassili, appelé aussi Vassia, Vassia Soukhov. Elle assiste comme tous ceux du camp à un combat aérien et un avion ne portant pas l'étoile rouge est abattu par des chasseurs portant la Balkenkreuz. Le pilote ayant réussi à sauter en parachute est recueilli par les partisans qui pour la plupart sont vêtus d'habits récupérés sur des soldats allemands, ce qui fait croire au rescapé qu'il va de Charybde en Scylla. Les partisans, eux, ne connaissant pas la cocarde tricolore ornant les ailes de l'avion qui vient d'être descendu et ne comprenant rien au charabia de leur prise sont déroutés. Rapidement, grâce à une photo qui montre le captif en compagnie de pilotes soviétiques, les résistants reconnaissent qu'il est français et grâce à l'épinglette de Katia, l'aviateur a la certitude qu'il ne se trouve pas parmi des Allemands.
Peu après, le camp recueille un compatriote insolite : un chanteur d'opéra, n'ayant même pas pris le temps de quitter son frac s'est enfui de sa ville occupée car il se trouvait en danger de mort. Les contacts sont, là aussi, difficiles car quand il aperçoit des uniformes allemands parmi les maquisards, il veut repartir et de leur côté les responsables du camp ayant du mal à croire à son histoire exigent qu'il chante pour accepter son récit. Tout s'arrange.
Le pilote français, Claude Carniaux, sans doute du régiment de chasse 2/30 Normandie-Niémen s'il n'y en avait pas d'autres, leur apprend que le commandement lui a donné l'ordre de découvrir le site d'un aérodrome ennemi camouflé dans les environs. Le commandant du camp l'assure de sa totale collaboration et envoie trois escouades dans trois directions différentes mais hélas elles ne trouvent pas et un des leurs, Petr Semionovich, y perd la vie.
On pense alors envoyer Ivan Mikhaïlovitch Doronine, qui, en tant que chanteur éveillera moins les soupçons et pourra fréquenter des endroits interdits à un groupe d'hommes. Il accepte sur le champ et part. Il découvre des lieux dévastés par la guerre où il ne se contente pas de chanter mais indique à  des femmes et à leurs enfants jetés sur les routes où aller pour trouver aide et réconfort.
Il découvre un trafic important de camions-citernes dans les environs du bois de Pertsovka et lorsqu'il est surpris par l'occupant en train de fournir le renseignement à Katerina qui était partie à sa recherche, il est abattu car il refuse de dévoiler ce qu'il a appris. Katerina, bien que blessée, parvient à s'enfuir et à rapporter l'information. On ne peut plus discrètement, Vassia et Chtchoukine vont vérifier en s'approchant du terrain. Grâce aux réparations, Claude parvient à décoller avec un appareil et part prévenir le commandement qui envoie une escadrille de bombardiers pour anéantir cette base clandestine.

## Fiche technique
- Titre original : Славный малый
- Titre français : Un brave garçon
- Réalisation : Boris Barnet
- Scénario : Alexeï Kapler et Piotr Pavlenko d'après sa nouvelle Les Novgorodiens
- Musique : Nikita Bogoslovski et Nikolaï Krioukov
- Paroles des chansons : Natalia Petrovna Kontchalovskaïa (ru)
- Décors : Vladimir Kamski et Lev Issaakovitch Miltchine (ru)
- Photographie : Sergueï Vassilievitch Ivanov (ru)
- Son : Lev Valter
- Production : Iossif Poliakov
- Société de production : Kazakhfilm
- Pays de production :  Union soviétique
- Société de distribution : Bach Films
- langue originale : russe
- Format : noir et blanc – 35 mm – mono
- Genre : guerre, comédie musicale
- Durée : 67 minutes
- Date de sortie : 
  - URSS : 1959

## Distribution
- Nikolaï Bogolioubov : Ivan Mikhaïlovitch Doronine, le chanteur d'opéra
- Viktor Nikolaïevitch Dobrovolski (ru) : le pilote français Claude Carniaux
- Evgueni Nikolaïevitch Grigoriev (ru) : Piotr Semionovitch Nevski, le commandant du camp
- Olga Iakounina : Evdokia étonnée par le comportement de Claude
- Iekaterina Grigorievna Sipavina : Katerina ou Katia
- Nikolaï Stepanov : Vassili ou Vassia Soukhov, un partisan qui courtise Katia
- Leonid Tkatchiov : Chtchoukine, gardien du camp

## Autour du film
Ce film est classé dans les comédies musicales car d'une part Katerina y chante une chanson et d'autre part, Ivan Mikhaïlovitch Doronine y chante  une romance, La Nuit de Tchaïkovski, et un air du Prince Igor d'Alexandre Borodine mais l'ensemble du film balance entre comédie et drame.
Par exemple le corps à corps entre Vassia et Claude empêtrés dans les suspentes du parachute comme dans de gigantesques spaghettis n'a rien de commun avec le visage tragique d'Ivan chantant au milieu de lieux cauchemardesques.
Un autre exemple basé cette fois sur le comique de répétition est celui d'Edvokia qui ne comprend pas pourquoi Claude se lève, sautille dit-elle, chaque fois qu'elle passe près de lui alors que plus tard, accablés, un groupe de partisans ramène sur une civière de fortune le cadavre d'un de leurs camarades.
Selon Kinoglaz, au départ l'aviateur devait être un Anglais.
Le générique indique que ce film a été tourné dans les studios d'Alma Ata (où Mosfilm avait été transféré pendant la Seconde Guerre mondiale).